# Beniamino di Costantinopoli
Beniamino I (in greco Βενιαμίν Α') (Distretto di Edremit, 18 gennaio 1871 – Istanbul, 17 febbraio 1946) è stato un arcivescovo ortodosso greco con cittadinanza turca, già metropolita di Selimbria (1913), Filippopoli (1913-1925), Nicea (1925-1933) e Eraclea (1933-1936), che ha ricoperto la carica di patriarca ecumenico di Costantinopoli dal 1936 fino alla sua morte.